# Llista de monuments de Gurb
Llista de monuments de Gurb inclosos en l'Inventari del Patrimoni Arquitectònic Català pel municipi de Gurb (Osona). Inclou els inscrits en el Registre de Béns Culturals d'Interès Nacional (BCIN) amb la classificació de monuments històrics, els Béns Culturals d'Interès Local (BCIL) de caràcter immoble i la resta de béns arquitectònics integrants del patrimoni cultural català.
| Monument                                          | Protecció   | Estil/època                                    | Localització                                                    | Coordenades                                          | Codi?         | Imatge |
| ------------------------------------------------- | ----------- | ---------------------------------------------- | --------------------------------------------------------------- | ---------------------------------------------------- | ------------- | --- |
| Castell de Gurb                                   | BCIN 935-MH | Medieval                                       | Gurb                                                            | 41° 57′ 07″ N, 2° 12′ 38″ E / 41.952078°N,2.210422°E | RI-51-0005500 | Castell de Gurb · Vegeu més fotos d'aquest monument · Carregueu una nova foto d'aquest monument                                          |
| Castell de Vilagelans                             | BCIN 936-MH | XVI, XX                                        | Gurb                                                            | 41° 58′ 34″ N, 2° 17′ 04″ E / 41.976174°N,2.284411°E | RI-51-0005501 | Castell de Vilagelans (Gurb) · Vegeu més fotos d'aquest monument · Carregueu una nova foto d'aquest monument                             |
| Casal de Mont-ral                                 | BCIN 937-MH | Obra popular Medieval, XVII-XVIII              | Gurb                                                            | 41° 57′ 13″ N, 2° 14′ 46″ E / 41.953601°N,2.246047°E | RI-51-0005502 | Carregueu una nova foto d'aquest monument                                                                                                |
| La Salada                                         | BCIN 938-MH | Obra popular XIV-XV                            | Gurb                                                            | 41° 56′ 31″ N, 2° 10′ 24″ E / 41.942000°N,2.173375°E | RI-51-0005503 | Carregueu una nova foto d'aquest monument                                                                                                |
| L'Argila                                          |             | Obra popular XVIII-XIX                         | Gurb Ctra. de Sant Bartomeu BV-4601                             | 41° 58′ 17″ N, 2° 13′ 05″ E / 41.971383°N,2.218022°E | IPA-22826     | Carregueu una nova foto d'aquest monument                                                                                                |
| L'Arumí de Palau                                  |             | Barroc XVIII-XX                                | Gurb                                                            | 41° 59′ 10″ N, 2° 15′ 27″ E / 41.985984°N,2.257596°E | IPA-22827     | L'Arumí de Palau (Gurb) · Vegeu més fotos d'aquest monument · Carregueu una nova foto d'aquest monument                                  |
| La Codina                                         |             | Obra popular XVII-XIX, XX                      | Gurb Ctra. BV-4602                                              | 41° 59′ 07″ N, 2° 13′ 06″ E / 41.985291°N,2.218395°E | IPA-22828     | Carregueu una nova foto d'aquest monument                                                                                                |
| La Comella de Palau                               |             | Barroc XIII-XVIII, XX                          | Gurb Ctra. BV-4602                                              | 41° 58′ 54″ N, 2° 15′ 37″ E / 41.98156°N,2.260158°E  | IPA-22829     | Carregueu una nova foto d'aquest monument                                                                                                |
| La Coromina                                       |             | Obra popular XVIII-XX                          | Gurb                                                            | 41° 58′ 43″ N, 2° 12′ 24″ E / 41.978654°N,2.206744°E | IPA-22830     | La Coromina (Gurb) · Vegeu més fotos d'aquest monument · Carregueu una nova foto d'aquest monument                                       |
| El Dacs                                           |             | Obra popular XVIII                             | Gurb                                                            | 41° 57′ 23″ N, 2° 15′ 06″ E / 41.956296°N,2.251666°E | IPA-22832     | El Dacs (Gurb) · Vegeu més fotos d'aquest monument · Carregueu una nova foto d'aquest monument                                           |
| Casal de l'Esperança, Ajuntament de Gurb          |             | Noucentisme XIV-XV, XX                         | Gurb                                                            | 41° 56′ 24″ N, 2° 14′ 37″ E / 41.939924°N,2.243727°E | IPA-22834     | Casal de l'Esperança (Gurb) · Vegeu més fotos d'aquest monument · Carregueu una nova foto d'aquest monument                              |
| El Felius                                         |             | Eclecticisme XVII-XVIII, XX                    | Gurb Ctra. Sant Hipòlit                                         | 41° 58′ 49″ N, 2° 14′ 27″ E / 41.980353°N,2.240835°E | IPA-22837     | El Felius (Gurb) · Vegeu més fotos d'aquest monument · Carregueu una nova foto d'aquest monument                                         |
| Capella de Santa Anna de Mont-ral                 |             | Romànic XII                                    | Gurb Ctra. de Puigcerdà, km 1                                   | 41° 57′ 11″ N, 2° 14′ 44″ E / 41.95304°N,2.245539°E  | IPA-22839     | Capella de Santa Anna de Mont-ral (Gurb) · Vegeu més fotos d'aquest monument · Carregueu una nova foto d'aquest monument                 |
| La Noguera                                        |             | Obra popular XVIII-XX                          | Gurb                                                            | 41° 56′ 43″ N, 2° 11′ 45″ E / 41.945407°N,2.195816°E | IPA-22841     | Carregueu una nova foto d'aquest monument                                                                                                |
| Casa Nova de l'Argila                             |             | Obra popular XVIII-XX                          | Gurb                                                            | 41° 58′ 31″ N, 2° 13′ 22″ E / 41.975305°N,2.222657°E | IPA-22842     | Carregueu una nova foto d'aquest monument                                                                                                |
| Casa Nova del Puig                                |             | Obra popular XVIII Final                       | Gurb                                                            | 41° 57′ 29″ N, 2° 13′ 36″ E / 41.957986°N,2.226789°E | IPA-22843     | Carregueu una nova foto d'aquest monument                                                                                                |
| Oms                                               |             | Obra popular XVIII-XX                          | Gurb                                                            | 41° 57′ 50″ N, 2° 14′ 30″ E / 41.963886°N,2.241742°E | IPA-22844     | Carregueu una nova foto d'aquest monument                                                                                                |
| L'Oriol de Gurb                                   |             | Obra popular XVIII-XX                          | Gurb                                                            | 41° 57′ 07″ N, 2° 14′ 34″ E / 41.951957°N,2.242679°E | IPA-22845     | Carregueu una nova foto d'aquest monument                                                                                                |
| El Pla                                            |             | Obra popular XVIII                             | Gurb                                                            | 41° 56′ 47″ N, 2° 11′ 05″ E / 41.946265°N,2.184609°E | IPA-22846     | Carregueu una nova foto d'aquest monument                                                                                                |
| Pla de la Sala                                    |             | Obra popular, barroc XVIII                     | Gurb Ctra. C-153, km 5                                          | 41° 58′ 21″ N, 2° 17′ 22″ E / 41.972396°N,2.289351°E | IPA-22847     | Pla de la Sala (Gurb) · Vegeu més fotos d'aquest monument · Carregueu una nova foto d'aquest monument                                    |
| El Portell                                        |             | Obra popular XVIII-XX                          | Gurb                                                            | 41° 57′ 05″ N, 2° 11′ 43″ E / 41.951437°N,2.195185°E | IPA-22848     | Carregueu una nova foto d'aquest monument                                                                                                |
| Prixana                                           |             | Obra popular XVIII-XX                          | Gurb                                                            | 41° 56′ 55″ N, 2° 14′ 23″ E / 41.948562°N,2.239764°E | IPA-22849     | Carregueu una nova foto d'aquest monument                                                                                                |
| Prixana d'Avall                                   |             | Obra popular XVIII-XX                          | Gurb                                                            | 41° 56′ 52″ N, 2° 14′ 35″ E / 41.94776°N,2.243006°E  | IPA-22850     | Carregueu una nova foto d'aquest monument                                                                                                |
| Puig                                              |             | Obra popular                                   | Gurb Sant Andreu de Gurb                                        | 41° 57′ 30″ N, 2° 13′ 12″ E / 41.958391°N,2.220051°E | IPA-22851     | Carregueu una nova foto d'aquest monument                                                                                                |
| Les Quadres                                       |             | Obra popular XIX Inici                         | Gurb Ctra. Puigcerdà, km 71                                     | 41° 57′ 41″ N, 2° 15′ 11″ E / 41.961285°N,2.252947°E | IPA-22852     | Carregueu una nova foto d'aquest monument                                                                                                |
| Can Queló                                         |             | Obra popular XVIII-XX                          | Gurb                                                            | 41° 57′ 36″ N, 2° 13′ 45″ E / 41.959876°N,2.22924°E  | IPA-22853     | Carregueu una nova foto d'aquest monument                                                                                                |
| El Quer                                           |             | Obra popular XVIII-XX                          | Gurb                                                            | 41° 57′ 38″ N, 2° 14′ 18″ E / 41.960647°N,2.238253°E | IPA-22854     | Carregueu una nova foto d'aquest monument                                                                                                |
| Els Saits                                         |             | Obra popular                                   | Gurb                                                            | 41° 57′ 48″ N, 2° 13′ 20″ E / 41.963277°N,2.222092°E | IPA-22855     | Carregueu una nova foto d'aquest monument                                                                                                |
| Sant Andreu de Gurb                               |             | Romànic, neoclassicisme XII-XX                 | Gurb                                                            | 41° 57′ 19″ N, 2° 13′ 19″ E / 41.955404°N,2.221934°E | IPA-22856     | Sant Andreu de Gurb · Vegeu més fotos d'aquest monument · Carregueu una nova foto d'aquest monument                                      |
| Sant Cristòfol de Vespella                        |             | Obra popular, barroc XVIII                     | Gurb Ctra. Sant Bartomeu del Grau BV-4601, km 6,5               | 41° 58′ 09″ N, 2° 12′ 22″ E / 41.969131°N,2.206247°E | IPA-22858     | Sant Cristòfol de Vespella (Gurb) · Vegeu més fotos d'aquest monument · Carregueu una nova foto d'aquest monument                        |
| Església de Sant Julià Sassorba                   |             | Romànic, barroc, neoclassicisme XI, XVI, XVIII | Gurb                                                            | 41° 57′ 04″ N, 2° 11′ 01″ E / 41.951094°N,2.183583°E | IPA-22859     | Església de Sant Julià Sassorba (Gurb) · Vegeu més fotos d'aquest monument · Carregueu una nova foto d'aquest monument                   |
| Ermita de Sant Roc                                |             | Eclecticisme XIX                               | Gurb Sant Andreu de Gurb                                        | 41° 57′ 38″ N, 2° 13′ 07″ E / 41.960471°N,2.218626°E | IPA-22860     | Ermita de Sant Roc (Gurb) · Vegeu més fotos d'aquest monument · Carregueu una nova foto d'aquest monument                                |
| Capella de Santa Fe de Vilagelans                 |             | Romànic XIII                                   | Gurb Ctra. Manlleu, km 5                                        | 41° 58′ 36″ N, 2° 17′ 16″ E / 41.976547°N,2.287784°E | IPA-22861     | Capella de Santa Fe de Vilagelans (Gurb) · Vegeu més fotos d'aquest monument · Carregueu una nova foto d'aquest monument                 |
| Ermita de Santa Perpètua                          |             | Romànic XIV, XVII-XVIII                        | Gurb                                                            | 41° 59′ 51″ N, 2° 11′ 44″ E / 41.99759°N,2.19563°E   | IPA-22862     | Carregueu una nova foto d'aquest monument                                                                                                |
| Can Sarí o Serí                                   |             | Darreres tendències XX                         | Gurb                                                            | 41° 58′ 33″ N, 2° 14′ 13″ E / 41.975922°N,2.236808°E | IPA-22865     | Carregueu una nova foto d'aquest monument                                                                                                |
| Sector de la carretera de Sant Bartomeu           |             | Darreres tendències XX                         | Gurb                                                            |                                                      | IPA-22867     | Carregueu una nova foto d'aquest monument                                                                                                |
| València                                          |             | Obra popular XVII-XVIII                        | Gurb Sant Julià Sassorba                                        | 41° 56′ 27″ N, 2° 10′ 39″ E / 41.940928°N,2.177584°E | IPA-22868     | Carregueu una nova foto d'aquest monument                                                                                                |
| Torre Canal                                       |             | Obra popular, gòtic tardà XVII-XVIII           | Gurb C. Puigcerdà, km 71                                        | 41° 57′ 38″ N, 2° 15′ 05″ E / 41.960428°N,2.251413°E | IPA-22870     | Carregueu una nova foto d'aquest monument                                                                                                |
| El Mateu                                          |             | Obra popular XVII-XVIII, XIX                   | Gurb Ctra. Manlleu-Vic                                          | 41° 57′ 36″ N, 2° 15′ 59″ E / 41.960083°N,2.266392°E | IPA-22871     | El Mateu (Gurb) · Vegeu més fotos d'aquest monument · Carregueu una nova foto d'aquest monument                                          |
| Santa Maria de Palau                              |             | Romànic, barroc XII-XVIII                      | Gurb Ctra. Puigcerdà, km 72                                     | 41° 59′ 05″ N, 2° 15′ 23″ E / 41.984795°N,2.256258°E | IPA-22872     | Santa Maria de Palau (Gurb) · Vegeu més fotos d'aquest monument · Carregueu una nova foto d'aquest monument                              |
| Pradell                                           |             | Eclecticisme XVIII-XX                          | Gurb Granollers de la Plana                                     | 41° 58′ 31″ N, 2° 15′ 34″ E / 41.975359°N,2.25947°E  | IPA-22873     | Carregueu una nova foto d'aquest monument                                                                                                |
| El Reixach                                        |             | Obra popular XVII-XVIII, XX                    | Gurb Granollers de la Plana                                     | 41° 57′ 40″ N, 2° 16′ 49″ E / 41.960982°N,2.280331°E | IPA-22876     | Carregueu una nova foto d'aquest monument                                                                                                |
| El Rossell                                        |             | Eclecticisme XIX                               | Gurb Sant Esteve de Granollers                                  | 41° 58′ 59″ N, 2° 16′ 33″ E / 41.982921°N,2.275775°E | IPA-22877     | Carregueu una nova foto d'aquest monument                                                                                                |
| Capella de Sant Fruitós del Grau                  | BCIL 2011   | Romànic, gòtic X-XI, XIII                      | Gurb Sant Esteve de Granollers                                  | 41° 57′ 31″ N, 2° 16′ 10″ E / 41.958653°N,2.269401°E | IPA-22879     | Capella de Sant Fruitós del Grau (Gurb) · Vegeu més fotos d'aquest monument · Carregueu una nova foto d'aquest monument                  |
| Sobre-riba                                        |             | Obra popular XVIII-XIX                         | Gurb Ctra. Manlleu                                              | 41° 58′ 18″ N, 2° 16′ 00″ E / 41.97165°N,2.26672°E   | IPA-22880     | Carregueu una nova foto d'aquest monument                                                                                                |
| Colònia Malars                                    |             |                                                | Gurb                                                            | 41° 59′ 04″ N, 2° 17′ 26″ E / 41.98449°N,2.290629°E  | IPA-22881     | Carregueu una nova foto d'aquest monument                                                                                                |
| Capella de la Sagrada Família de Malars           |             | Historicisme XX                                | Gurb Sant Esteve de Granollers                                  | 41° 59′ 03″ N, 2° 17′ 23″ E / 41.984214°N,2.289679°E | IPA-22882     | Carregueu una nova foto d'aquest monument                                                                                                |
| Portal de l'antic Molí de Malars                  |             | XVIII                                          | Gurb                                                            | 41° 59′ 03″ N, 2° 17′ 26″ E / 41.984072°N,2.290597°E | IPA-22883     | Carregueu una nova foto d'aquest monument                                                                                                |
| Església de Sant Esteve de Granollers de la Plana |             | Romànic XI, XVII, XIX                          | Gurb                                                            | 41° 58′ 36″ N, 2° 16′ 29″ E / 41.976564°N,2.274712°E | IPA-33158     | Església de Sant Esteve de Granollers de la Plana (Gurb) · Vegeu més fotos d'aquest monument · Carregueu una nova foto d'aquest monument |
| Pont de Torruella, de la Vila o del Diable        |             | Obra popular XVII-XVIII                        | Gurb Sobre la riera de Sorreig                                  | 41° 59′ 09″ N, 2° 14′ 46″ E / 41.985729°N,2.246155°E | IPA-36941     | Carregueu una nova foto d'aquest monument                                                                                                |
| Molí d'Oms                                        |             | Obra popular                                   | Gurb Parròquia de Sant Andreu de Gurb                           | 41° 57′ 42″ N, 2° 14′ 38″ E / 41.961598°N,2.243830°E | IPA-40792     | Carregueu una nova foto d'aquest monument                                                                                                |
| Molí de la Font Salada                            |             | Obra popular                                   | Gurb Parròquia de Sant Julià Sassorba                           | 41° 56′ 13″ N, 2° 10′ 16″ E / 41.936887°N,2.171240°E | IPA-40793     | Carregueu una nova foto d'aquest monument                                                                                                |
| Molí de la Pujada                                 |             | Obra popular                                   | Gurb Parròquia de Sant Julià Sassorba                           | 41° 55′ 59″ N, 2° 11′ 21″ E / 41.933062°N,2.189298°E | IPA-40794     | Carregueu una nova foto d'aquest monument                                                                                                |
| Molí de Valls                                     |             | Obra popular                                   | Gurb Parròquia de Sant Esteve de Granollers                     | 41° 58′ 02″ N, 2° 16′ 47″ E / 41.96718°N,2.27960°E   | IPA-40795     | Carregueu una nova foto d'aquest monument                                                                                                |
| Capella de Sant Vicenç de Vespella                | BCIL 2014   | Obra popular XIII-XVIII                        | Gurb Mas Sant Vicenç, prop de la ctra. BV-4601 km 9,6, Vespella | 41° 58′ 12″ N, 2° 11′ 09″ E / 41.97009°N,2.185852°E  | IPA-42625     | Carregueu una nova foto d'aquest monument                                                                                                |